# Шумска риђа
Шумска риђа (лат. Araschnia levana) врста је лептира из породице шаренаца (лат. Nymphalidae).

## Опис
Мали лептир, једноставан за препознавање, који се јавља у две форме. Пролећна форма је претежно наранџаста, а у лето је смењује друга генерација, црне боје. Среће се покрај шума, на влажним, заклоњеним чистинама, а често се храни на бурјану. Настањује широк појас средње Европе. Када се гледа одоздо, подсећа на мапу.

## Биљка хранитељка
Биљка хранитељка ове врсте је коприва (Urtica dioica).